# Franz-Josef Rehrl
Franz-Josef Rehrl (Schladming, 15 de marzo de 1993) es un deportista austríaco que compite en esquí en la modalidad de combinada nórdica.
Ganó cinco medallas en el Campeonato Mundial de Esquí Nórdico entre los años 2019 y 2025.
Participó en dos Juegos Olímpicos de Invierno, en los años 2018 y 2022, ocupando el cuarto lugar en Pekín 2022, en la prueba de equipo.

## Palmarés internacional
| Campeonato Mundial | Campeonato Mundial  | Campeonato Mundial | Campeonato Mundial         |
| Año                | Lugar               | Medalla            | Prueba                     |
| ------------------ | ------------------- | ------------------ | -------------------------- |
| 2019               | Seefeld (Austria)   | Medalla de bronce  | TG + 10 km individual      |
| 2019               | Seefeld (Austria)   | Medalla de bronce  | TN + 4 × 5 km por equipo   |
| 2019               | Seefeld (Austria)   | Medalla de bronce  | TG + 2 × 7,5 km por equipo |
| 2023               | Planica (Eslovenia) | Medalla de bronce  | TN + 10 km individual      |
| 2025               | Trondheim (Noruega) | Medalla de plata   | TG + 4 × 5 km por equipo   |